# Stalbo, Nora
Stalbo är en by i Nora socken, Heby kommun. Byn tillhörde ursprungligen Östervåla socken, men överfördes på 1600-talet till Nora.
Byn omtalas första gången 1541, och omfattade då 3 mantal skatte. 1623 upptar tiondelängden fem bönder i Stalbo.